# José Custódio de Faria
Pour les articles homonymes, voir Faria.
José Custódio de Faria, né le 30 ou 31 mai 1756 à Candolim (en), Tehsil de Goa, capitale des Indes portugaises, et mort à Paris le 20 septembre 1819, est un prêtre catholique, révolutionnaire et scientifique portugais dont les études sur le magnétisme animal et l'hypnose firent longtemps autorité. Les théories et doctrines scientifiques de l'abbé Faria sont connues sous le nom de fariisme.
Sous le nom d'Abbé Faria, il apparaît comme personnage important dans le célèbre roman Le Comte de Monte-Cristo d'Alexandre Dumas.

## Biographie

### Jeunesse et prêtrise
Ses parents, Caetano Vitorino de Faria et de Rosa Maria de Sousa, deux colons résidents goanais (casados), se séparent après sa naissance pour entrer dans la vie religieuse. Envoyé à Lisbonne, où il arrive en 1771, à quinze ans avec son père, il se rend à Rome l'année suivante et y reste jusqu'en 1780, afin d'y suivre un cours de théologie et de recevoir l'ordination sacerdotale.

### Révolutionnaire
De retour à Goa, en 1787, il se joint à un groupe de clercs et de militaires métis, qui se sentent discriminés dans leurs carrières en raison de leur origine au profit des colons portugais venus de métropole, les reinois. Le groupe de conspirateurs, mené par José António Gonçalves de Divar, est dénoncé alors qu'il organise le renversement des autorités vice-royales. La conspiration, dite Conspiração dos Pintos, est violemment réprimée afin de donner l'exemple. Si le père Divar arrive à fuir vers le Bengale, les autres conspirateurs sont déportés et enfermés dans la forteresse de São Julião da Barra au Portugal, où ils croupissent des années durant en attente d'un procès pour 'haute trahison', au terme duquel ils sont écartelés et pendus. Faria, quant à lui, échappe aux autorités portugaises et parvient à embarquer pour la France.
Arrivé sur le sol français en 1788 à la veille de la convocation des États généraux, il devient immédiatement un ardent partisan de la Révolution française en 1789, et commande une des sections qui, en 1795, attaquent la Convention nationale. Sous l'Empire, il entame une carrière d'enseignant et devient professeur de philosophie au lycée de Marseille, actuel Lycée Thiers, et au lycée de Nîmes.

### Homme de science
Initié à la pratique du magnétisme animal en 1813 par Marie Jacques de Chastenet, marquis de Puységur, il dépasse rapidement son maître, dont il enrichit et affine les méthodes qu'il étend à la race humaine, et ouvre à Paris un cabinet de magnétiseur. La même année, il donne à Paris un cours sur le sommeil lucide dans lequel il critique la théorie du fluide magnétique de Franz-Anton Mesmer. Son livre sur le magnétisme animal, De la cause du sommeil lucide, publié peu avant sa mort, commence par une épître à Chastenet de Puységur. Sa pratique de l'hypnose par suggestion lui amène une clientèle considérable, mais aussi une prompte réaction de discrédit de la part des conservateurs, qui le traitent de fou et de sorcier.
Il passe les dernières années de sa vie comme chapelain d'un couvent.

## Postérité
D'un point de vue scientifique, Faria met en évidence le caractère purement naturel de l'hypnose. Il est le premier à décrire précisément et scientifiquement ses méthodes et ses effets, et il anticipe les possibilités de la suggestion hypnotique sur le traitement des maladies nerveuses.
Parmi les disciples de Faria, on trouve le médecin Alexandre Bertrand et le général François Joseph Noizet.  On retrouve également l'influence de Faria dans le premier livre sur le magnétisme animal que publie Ambroise-Auguste Liébeault, le chef de file de l'École de Nancy (Du sommeil et des états analogues - 1866).

## Reconnaissance et souvenir
- Le Portugal a émis un timbre en son honneur en 2006 pour célébrer le 250e anniversaire de sa naissance[1],[2].
- L’État de Goa, sa terre natale, lui a érigé une statue près du 'Vieux Secrétariat' (The Old Secretariat Building), à Panaji (aujourd'hui en Inde)[3].

## Œuvres
- De la cause du sommeil lucide, 1819, (Rééd. L'Harmattan, 2005,  (ISBN 2747588769)). Livre conçu comme le premier d'une série de quatre tomes, mais les 3 autres volumes projetés par Faria n'ont jamais été publiés. Intégrale du texte en ligne